# Waldfriedhof Davos

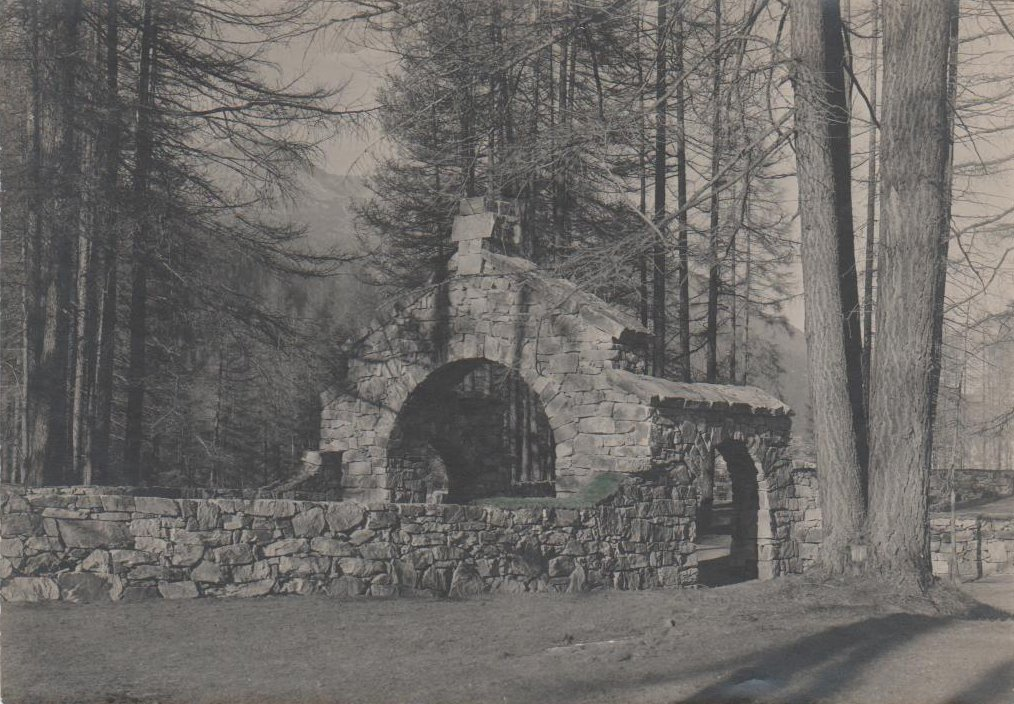
Eingang des Waldfriedhofs 1920

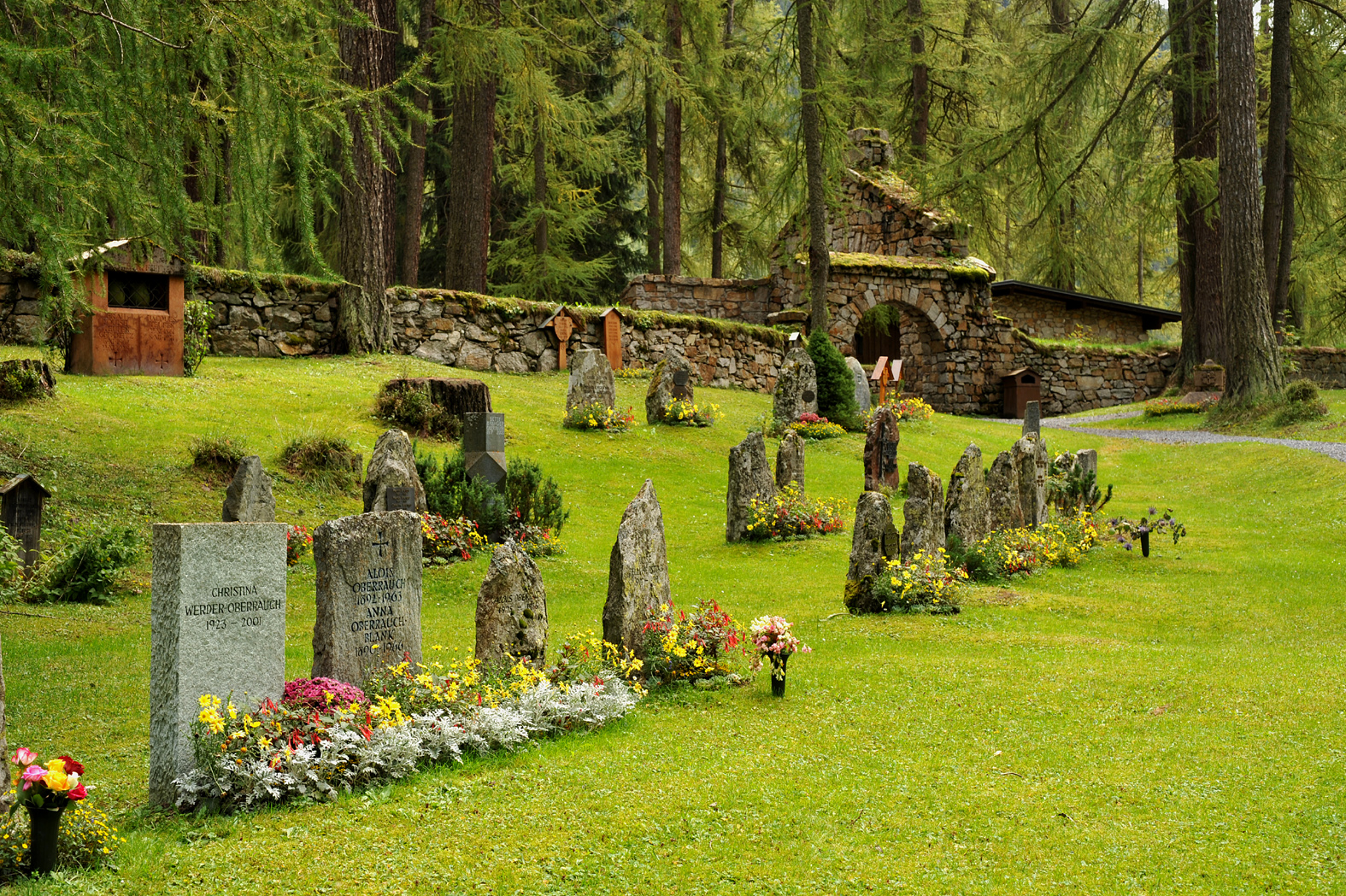
Reihengräber im Eingangsbereich

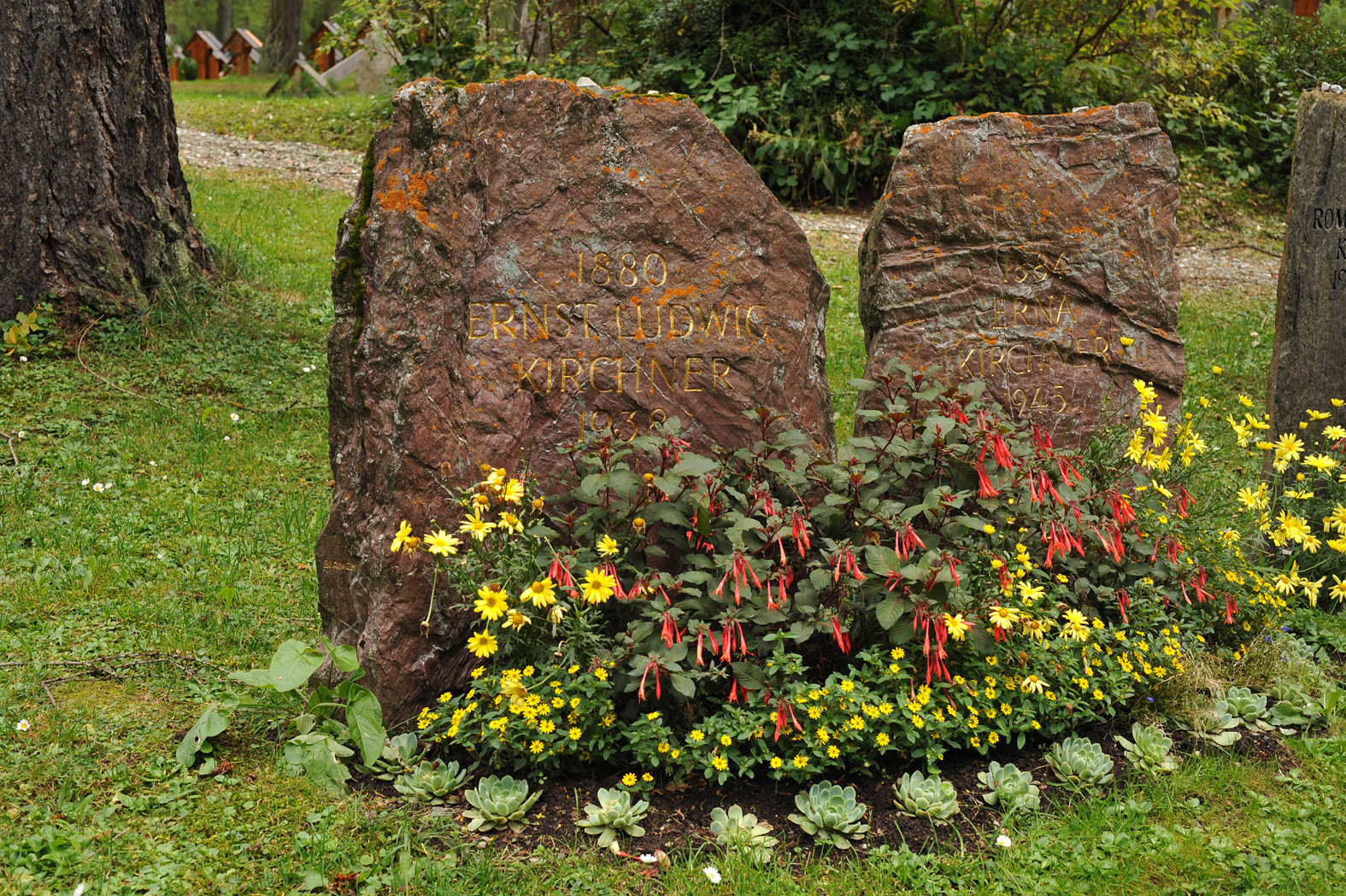
Grabsteine von Ernst Ludwig Kirchner und Erna Schilling Kirchner

Der Waldfriedhof Davos (genau Waldfriedhof Wildboden) ist ein Friedhof in Davos im Bündner Landwassertal zwischen Davos Platz und Davos Frauenkirch. Er steht unter kantonalem und eidgenössischem Denkmalschutz und wird in der Liste der Kulturgüter von nationaler Bedeutung im Kanton Graubünden geführt.

## Geschichte
Der Waldfriedhof wurde im Jahr 1920 von dem Architekten Rudolf Gaberel zusammen mit Christian Issler errichtet. Der Bildhauer Erwin Friedrich Baumann zeichnete unter anderem verantwortlich für die Gestaltung des Portals mit Zyklopenmauerwerk. Nachdem sich der Schweizerische Israelitische Gemeindebund ab den 1910er-Jahren dafür eingesetzt hatte, wurde der Anlage 1930 ein jüdischer Friedhof hinzugefügt. Dieser fand im Oktober 1931 erstmals für ein jüdisches Begräbnis Verwendung; ein junger Mann namens Leos Krupkin.

## Anlage
Die Anlage liegt in einem bestehenden Lärchenhain; die Einfriedung erfolgte in Trockenmauerwerk, mit zyklopischem Eingangstor. Die Reihengräber sind in elliptischer Gesamtform angeordnet, die Privatgräber über Unebenheiten der natürlichen Topographie verstreut. Umfriedet ist er – wie es sonst kaum von Friedhofsanlagen im deutschsprachigen Teil Graubündens bekannt ist – von Trockenmauerwerk. Gemäss der Friedhofsordnung dürfen nur einfache Holzkreuze aus Lärche und unbehauen aussehende einheimische Steine die Gräber zieren. Im Bereich der Privatgräber befinden sich Grabstätten unter anderem von Ernst Ludwig Kirchner und seiner Lebenspartnerin Erna Schilling sowie von Rudolf und Rosa Gaberel. Die Gräber sind als Reihengräber angelegt. Einzelne Privatgräber sind in individueller Lage in den Hain eingefügt, den man in natürlicher Unebenheit belassen hat. Eine Vielzahl der Grabsteine der ersten Generation stammt von dem Bildhauer Wilhelm Schwerzmann.

## Prominentengräber
Beerdigt wurden auf dem Davoser Waldfriedhof auch prägende Davoser Persönlichkeiten, die auf verschiedenste Weise besonders mit dem Ort verbunden waren, wie beispielsweise Alexander Spengler, Willem Jan Holsboer und Ernst Haefliger.